# Jaromír Kuča
Jaromír Kuča (18. prosince 1946 Orlová – 16. dubna 2025) byl český novinář, pedagog a politik, po sametové revoluci československý poslanec Sněmovny lidu Federálního shromáždění, v 90. letech místopředseda ČSSD, v letech 2013–2014 starosta Orlové.

## Biografie
Pocházel z Orlové. V letech 1963–1970 vystudoval český jazyk a dějepis na Filozofické fakultě Univerzity Palackého. Během pražského jara v letech 1968–1969 podílel na činnosti Svazu vysokoškolského studentstva. V roce 1969 byl zástupcem šéfredaktora periodika Studentské listy. V období let 1969–1970 působil ve Svazu českých spisovatelů, v letech 1970–1971 byl učitelem základní školy v Orlové. Od roku 1971 do roku 1973 pracoval v redakci Ostravského večerníku. V letech 1973–1975 byl dělníkem v podniku Korona Karviná, potom v období let 1975–1979 montážním dělníkem a od roku 1979 do roku 1990 technologem v podniku Závody průmyslové automatizace Praha. Později se vrátil k pedagogické činnosti. V letech 1990–1991 působil coby učitel na gymnáziu v Orlové. V roce 1991 získal titul doktora filozofie na Univerzitě Palackého.
Po sametové revoluci se zapojil do politiky. Od roku 1990 byl členem ČSSD. Ve volbách roku 1992 byl za ČSSD zvolen do Sněmovny lidu (volební obvod Severomoravský kraj). Ve Federálním shromáždění setrval do zániku Československa v prosinci 1992.
V roce 1993 byl na sjezdu ČSSD zvolen jedním z místopředsedů strany. Podílel se na formulaci politického programu strany. Podle jiného zdroje byl místopředsedou strany od roku 1991 do roku 1995. Z vrcholné politiky musel odejít v roce 1996 poté, co v opilosti způsobil havárii a ujel, aniž by zraněné řidičce poskytl pomoc. V říjnu 1996 byl odsouzen k jednomu roku odnětí svobody s podmíněným odkladem a k zákazu řízení motorových vozidel na tři roky. Zůstal ale aktivní v strukturách ČSSD. V roce 2000 se uvádí jako asistent předsedy ČSSD Miloše Zemana a zároveň poradce generálního ředitele Českých drah. Kučův syn navíc tehdy pracoval pro ostravskou firmu Tchas, která získávala stavební zakázky mimo jiné od Českých drah. Souběh funkci poradce polostátního podniku a asistenta předsedy vlády kritizovala média i generální inspektorka Českých drah Květoslava Kořínková. Vládě Miloše Zemana doporučil Kuča podpis kontraktu s izraelskou firmou Housing and Construction na výstavbu dálnice D47, přičemž tato smlouva musela být po několika letech zrušena. Poslaneckým asistentem Miloše Zemana pro severní Moravu byl od roku 1996 do roku 2002. V letech 2002–2004 byl členem Státního fondu dopravní infrastruktury. Ve straně se angažoval i později. V roce 2005 je uváděn jako předseda MO ČSSD Orlová-Lutyně. Působil rovněž ve vedení Českých drah v Moravskoslezském kraji.
Aktivní je také v komunální politice. V komunálních volbách roku 1994 byl zvolen za ČSSD do zastupitelstva Orlové. Opětovně byl do zastupitelstva zvolen v komunálních volbách roku 2006 a komunálních volbách roku 2010. Profesně se uvádí jako systémový specialista ČD. V roce 2013 došlo k odvolání orlovského starosty MUDr. Jiřího Michalíka, na jeho místo byl dosazen právě Jaromír Kuča. Ve funkci setrval jen do komunálních voleb roku 2014, po kterých ho ve vedení města vystřídal jeho syn Tomáš Kuča.